# Paul I av Ryssland

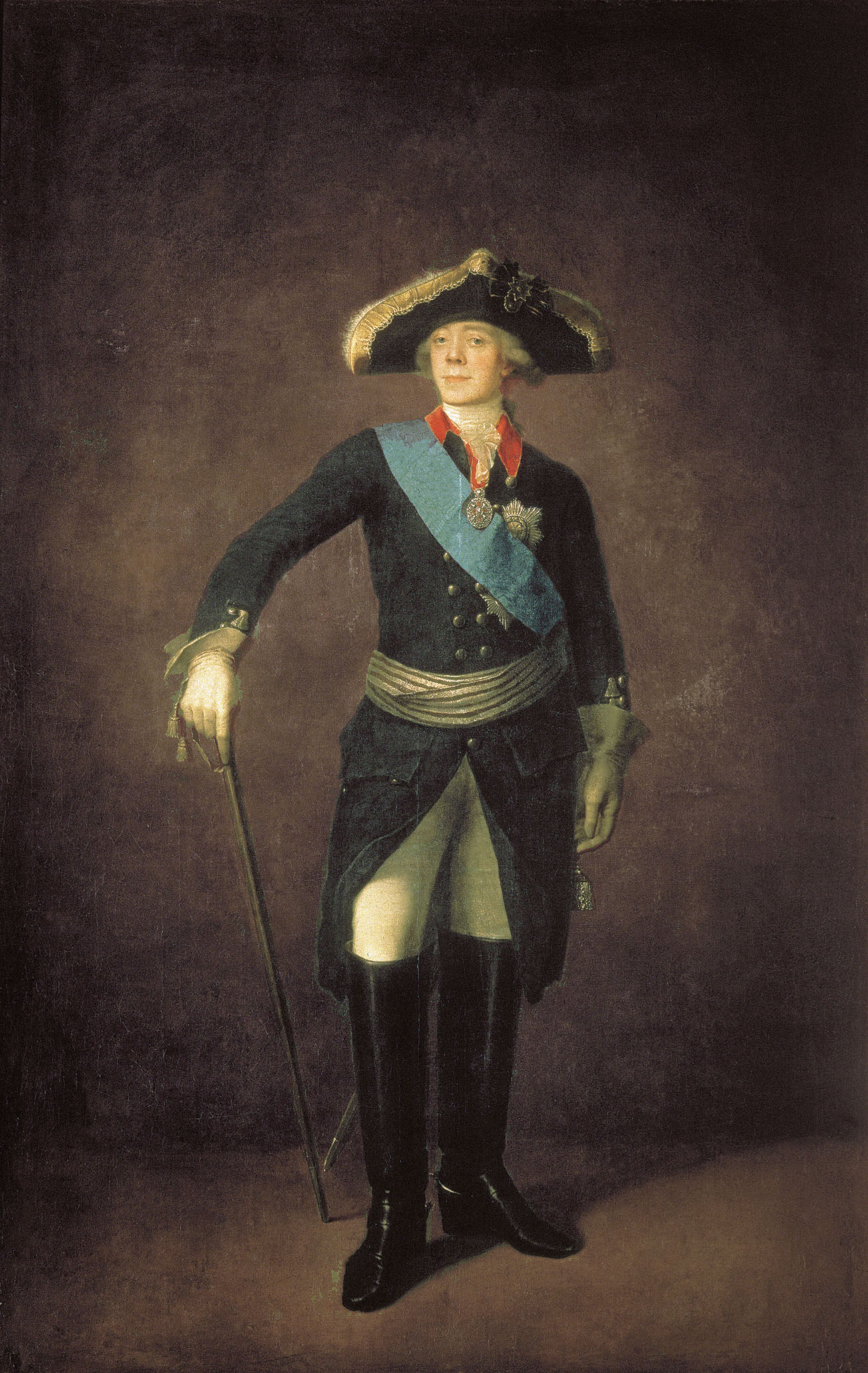
Paul I 1797

Paul I av Ryssland (ryska: Павел I Петрович/Pavel Petrovitj), född 1 oktober 1754, död 23 mars 1801 (mördad), var Rysslands tsar från 1796 till sin död.
Han var son till Katarina den stora och Peter III.

## Biografi
Strax efter födseln togs han från sin mor, och uppfostrades av kejsarinnan Elisabet av Ryssland till 1760, då greve Nikita Panin blev hans lärare. Frånvaron från modern gjorde Paul fullständigt främmande för henne, och Katarina å sin sida behandlade sonen med tydligt förakt. Även sedan han kommit till mogen ålder, uteslöt hon honom från alla statsgöromål, och då det vid tiden fanns ett parti som önskade se Paul på tronen i stället för Katarina började hon visa sig misstänksam och uppenbart fientlig mot sonen. 1783 tog Paul sitt residens på slottet Gattjina, där han ägnade sin mesta tid åt den så kallade gattjinska armén, och där hans despotiska lynne tog sig uttryck i järnhårt upprätthållande av den militära disciplinen.
I hela sitt vuxna liv hade Paul hatat sin mor för hennes sannolika inblandning i mordet på sin make, tsar Peter III. Paul betraktade Peter som sin far. Talet om att greve Sergej Saltykov var fadern ansåg Paul som rent förtal.

### Regeringstid
Som nybliven självhärskare gav Paul order om att Peter III:s kvarlevor skulle grävas upp. Peter hade fått en enkel gravplats vid Alexander Nevskij-klostret i Sankt Petersburg. Hans förmultnade kvarlevor och en bit av uniformsrocken som fanns kvar placerades i en kista, som i sin tur ställdes bredvid Katarinas. En banderoll förkunnade: "Skilda åt i livet, förenade i döden".
Hans första åtgärd vid tronbestigningen blev dock att från hovet avlägsna alla Katarinas förhatliga rådgivare. En mängd innehavare av olika befattningar avskedades på grund av Pauls misstänksamhet. Överallt anade han uppror och sammansvärjningar. Franska revolutionen kom han att omfatta med ett oförsonligt hat. Den landsflyktige Ludvig XVIII fick en fristad i Ryssland jämte ett årligt underhåll av 200 000 rubel, och alla yttringar av fransk kultur och smak förbjöds.
Paul deltog från 1798 (jämte bland andra Österrike och Storbritannien) i krig mot Frankrike, men sedan Storbritannien ockuperat Malta, som tillhörde Johanniterorden, vars stormästare Paul var sedan 1798, bröt han med britterna och bildade ett väpnat neutralitetsförbund med Sverige, Danmark och Preussen mot Storbritannien. Han inledde även förhandlingar med Napoleon I om brytandet av det brittiska herraväldet i Indien. Han förde en i stora stycken misslyckad utrikespolitik, som bland annat gjorde Frankrike, Storbritannien och Österrike till hans fiender.
Nyckfull och misstänksam blev Paul snart en ren despot; troligen var han sinnessjuk. Snart därefter föll han dock offer för en sammansvärjning och han blev med sonen Alexanders hemliga vetskap mördad i sitt nya residensslott i centrala Sankt Petersburg genom strypning av några officerare. Det anses vara en brittiskstödd konspiration genomförd av brittiskvänliga officerare.

## Familj
Paul var gift två gånger; den första hustrun, Wilhelmine av Hessen-Darmstadt (1755–1776), dog i barnsäng. Han gifte sig andra gången med Maria Fjodorovna (Sofia Dorotea av Württemberg 1759–1828). Han hade även ett officiellt förhållande med Anna Lopuchina 1796–1799. 
Barn:
1. Alexander I av Ryssland (1777–1825)
2. Konstantin Pavlovitj (1779–1831) gift 1) Juliane av Sachsen-Coburg-Saalfeld, 2) morganatiskt grevinnan Johanna Grudzinscy - Konstantin skulle ha blivit tsar vid den äldre brodern Alexanders död, men avstod från tronföljden till förmån den yngre brodern Nikolaj.
3. Alexandra Pavlovna (1783–1801) gift med ärkehertig Josef Anton av Österrike
4. Helena Pavlovna (1784–1803) gift med Fredrik Ludvig av Mecklenburg-Schwerin
5. Maria Pavlovna av Ryssland (1786-1859) gift med storhertig Karl Fredrik av Sachsen-Weimar
6. Katarina Pavlovna av Ryssland (1788–1819) gift med 1) Georg av Oldenburg , 2) Vilhelm I av Württemberg
7. Olga Pavlovna (1792–1795)
8. Anna Pavlovna av Ryssland (1795–1865) gift med Vilhelm II av Nederländerna
9. Nikolaj I av Ryssland (1796–1855)
10. Michael Pavlovitj (1798–1849) gift med Charlotte av Württemberg

Paul är farfars mormors mormors far till kung Carl XVI Gustaf av Sverige via sin dotter Maria.